# Машіку
Маші́ку (порт. Machico; МФА: [mɐ.ˈʃi.ku]) — муніципалітет і місто в Португалії, в автономному регіоні Мадейра. Розташований на острові Мадейра в Атлантичному океані, на теренах історичної португальської провінції Мадейра. Належить до Фуншальської діоцезії Католицької церкви в Португалії. Права міського самоврядування має з 1451 року. Поділяється на 5 парафій.  Площа муніципалітету — 68,31 км², населення муніципалітету — 21828 ос. (2011); густота населення — 319,54 осіб/км²
. Патрон — Діва Марія. Святковий день муніципалітету — 9 жовтня. Поштовий індекс — 9200.  Код місцевої адміністративної одиниці — 3004. Складова статистичного регіону Мадейра.

## Географія
Машіку розташована на сході острова Мадейра в Атлантичному океані.
Машіку межує на заході із муніципалітетом Сантани На півночі та сході омивається Атлантичним океаном, на півдні межує з муніципалітетом Санта-Круж.
За колишнім адміністративним поділом (до набуття Мадейрою статуту автономії у 1976 році) місто входило в склад Фуншальського адміністративного округу.
Муніципалітет станом на 21 сторіччя є важливим промисловим і туристичним центром Мадейри.
На території муніципалітету також знаходиться природний заповідник «Понта-де-Сан-Лоуренсу» (порт. Reserva Natural da Ponta de S. Lourenço), створення якого припадає на 1982 рік. У цьому заповіднику можна побачити ендемічні види флори й фауни, а також відвідати так званий центр довкільного виховання. У Канісалі розташований єдиний пляж острова, що має світлий пісок.

## Історія
Назва міста пов'язана з легендою (порт. Lenda de Machim), згідною котрої першим, хто відкрив Мадейру ще задовго до португальців, був англієць Роберт Машін. Цю теорію захищали англійці до 19 століття в своїх інтересах щодо острова.
Відомо, що узбережжя біля Машіку були першим місцем на Мадейрі, якого дістались португальці Жуан Зарку та Тріштан Ваш Тейшейра у 1419 році. Першим капітаном-донатаріо Машіку було призначено Тріштна Ваш Тейшейру, він же займася заснуванням міста і колонізацією північної частини острова.
Тут було утворено першу військову комендатуру на острові, яку згодом була перенесена до Фуншала.
1451 року португальський король Афонсу V надав Машіку форал, яким визнав за поселенням статус містечка та муніципальні самоврядні права.
Статус міста — з 2 серпня 1996 року.
В архітектурному відношенні виділяється головна церква «матріж» (порт. Igreja Matriz de Machico), збудована у 1425 році.

## Населення
| Кількість мешканців | Кількість мешканців | Кількість мешканців | Кількість мешканців | Кількість мешканців | Кількість мешканців | Кількість мешканців | Кількість мешканців | Кількість мешканців | Кількість мешканців | Кількість мешканців | Кількість мешканців | Кількість мешканців | Кількість мешканців | Кількість мешканців | Кількість мешканців |
| ------------------- | ------------------- | ------------------- | ------------------- | ------------------- | ------------------- | ------------------- | ------------------- | ------------------- | ------------------- | ------------------- | ------------------- | ------------------- | ------------------- | ------------------- | ------------------- |
| 1864                | 1878                | 1890                | 1900                | 1911                | 1920                | 1930                | 1940                | 1950                | 1960                | 1970                | 1981                | 1991                | 2001                | 2011                |                     |
| 7 791               | 10 214              | 10 287              | 11 820              | 13 983              | 17 343              | 17 936              | 19 673              | 22 218              | 21 606              | 21 010              | 22 126              | 22 016              | 21 747              | 21 828              |                     |

## Парафії
1. Агуа-де-Пена (порт. Água de Pena)
2. Канісал (порт. Caniçal)
3. Машіку (порт. Machico)
4. Порту-да-Круж (порт. Porto da Cruz)
5. Санту-Антоніу-да-Серра (порт. Santo António da Serra)

## Економіка
В муніципалітеті домінує третинний сектор економіки, що представлений туризмом і послугами, а також різноманітною комерцією. Менше значення мають вторинний та первинний сектори економіки, де виділяють сільське господарство і рибальство. В сільському господарстві переважає вирощування картоплі, кукурудзи, городини і винограду. Досить розвинене птахівництво та вирощування кролів. Ліси муніципалітету становить близько 79 га.

## Галерея

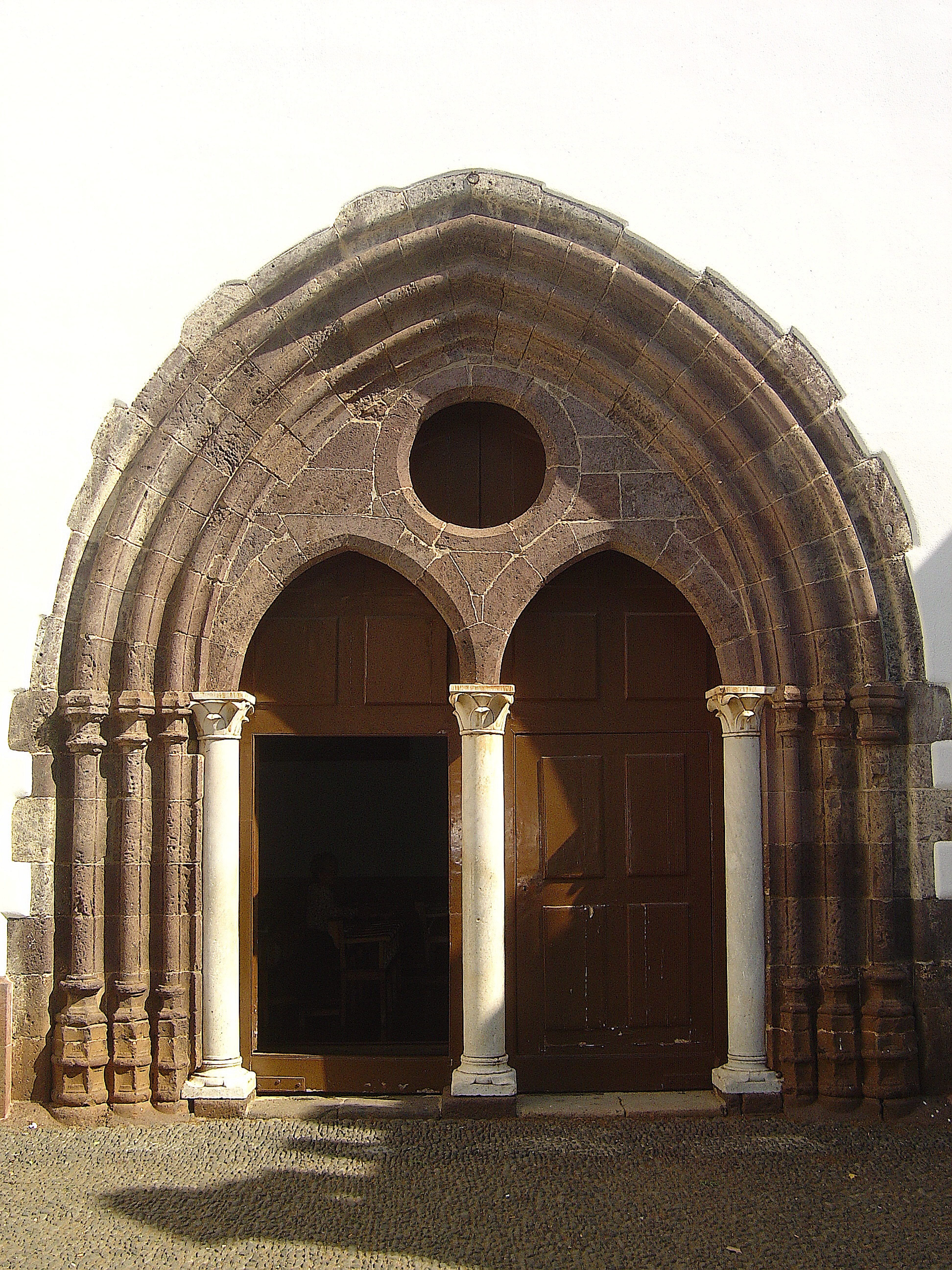
Головний вхід церкви «матріж» у Машіку
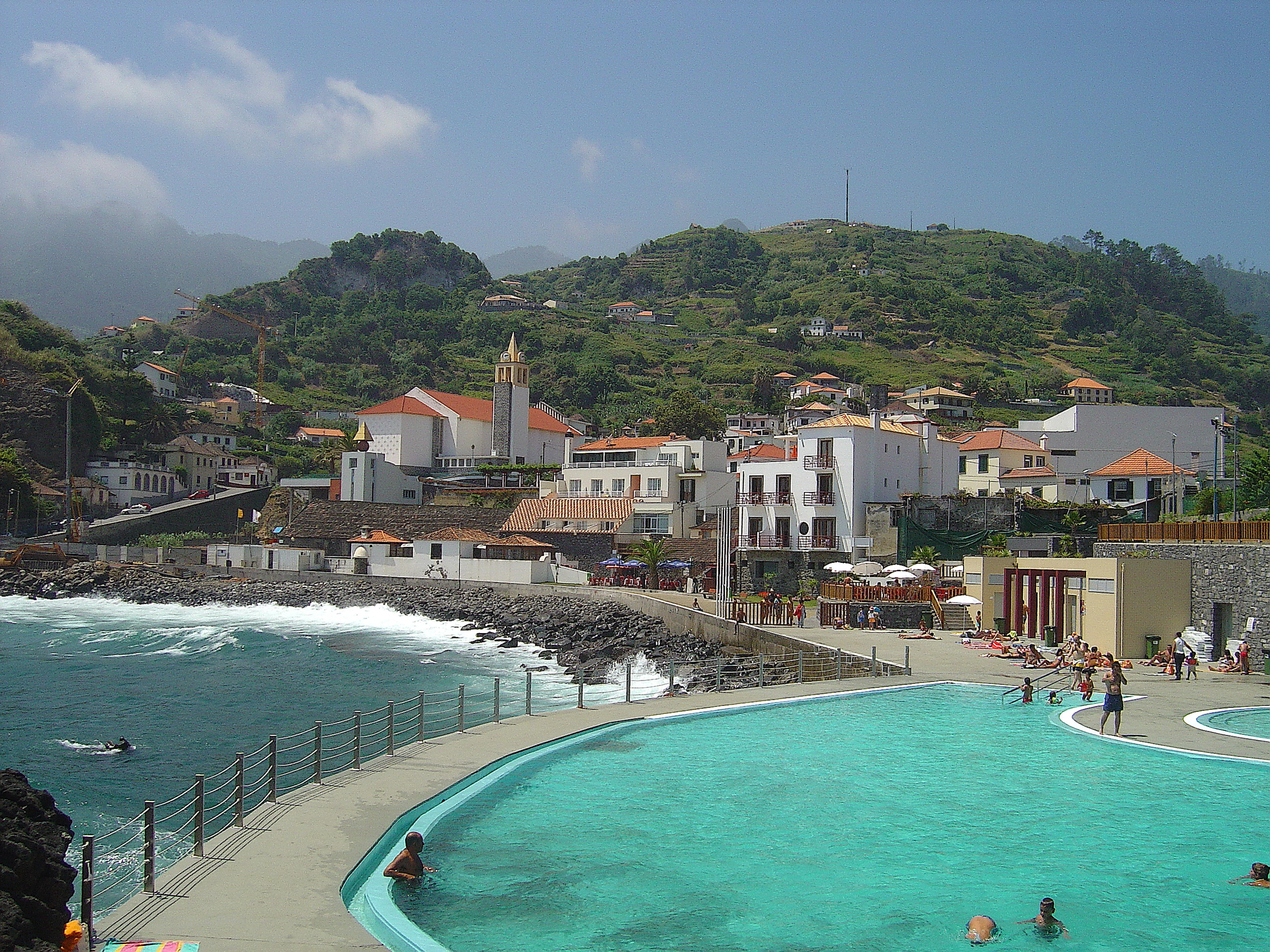
Муніципальна громада Порту-да-Круж
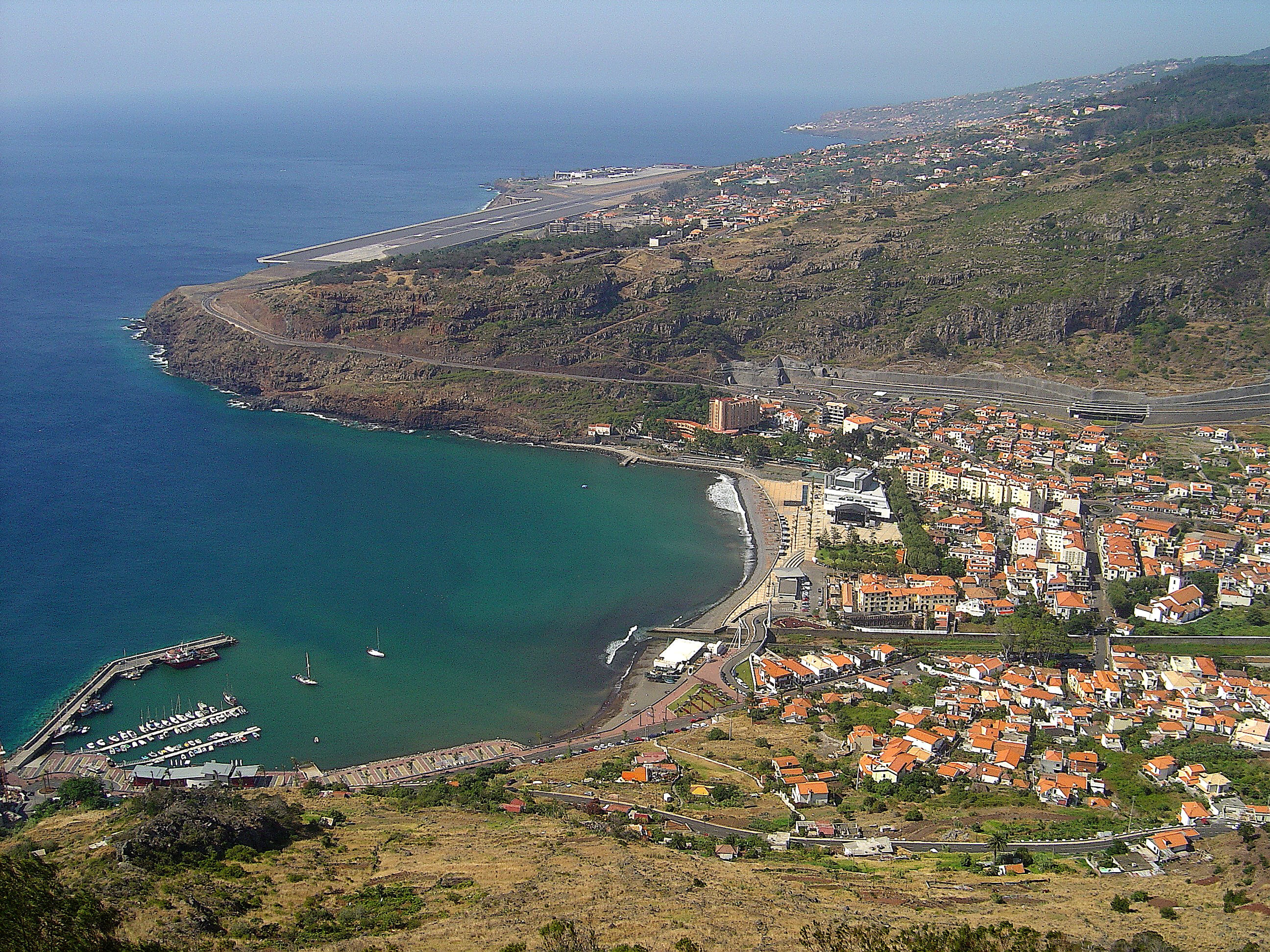
Панорама міста
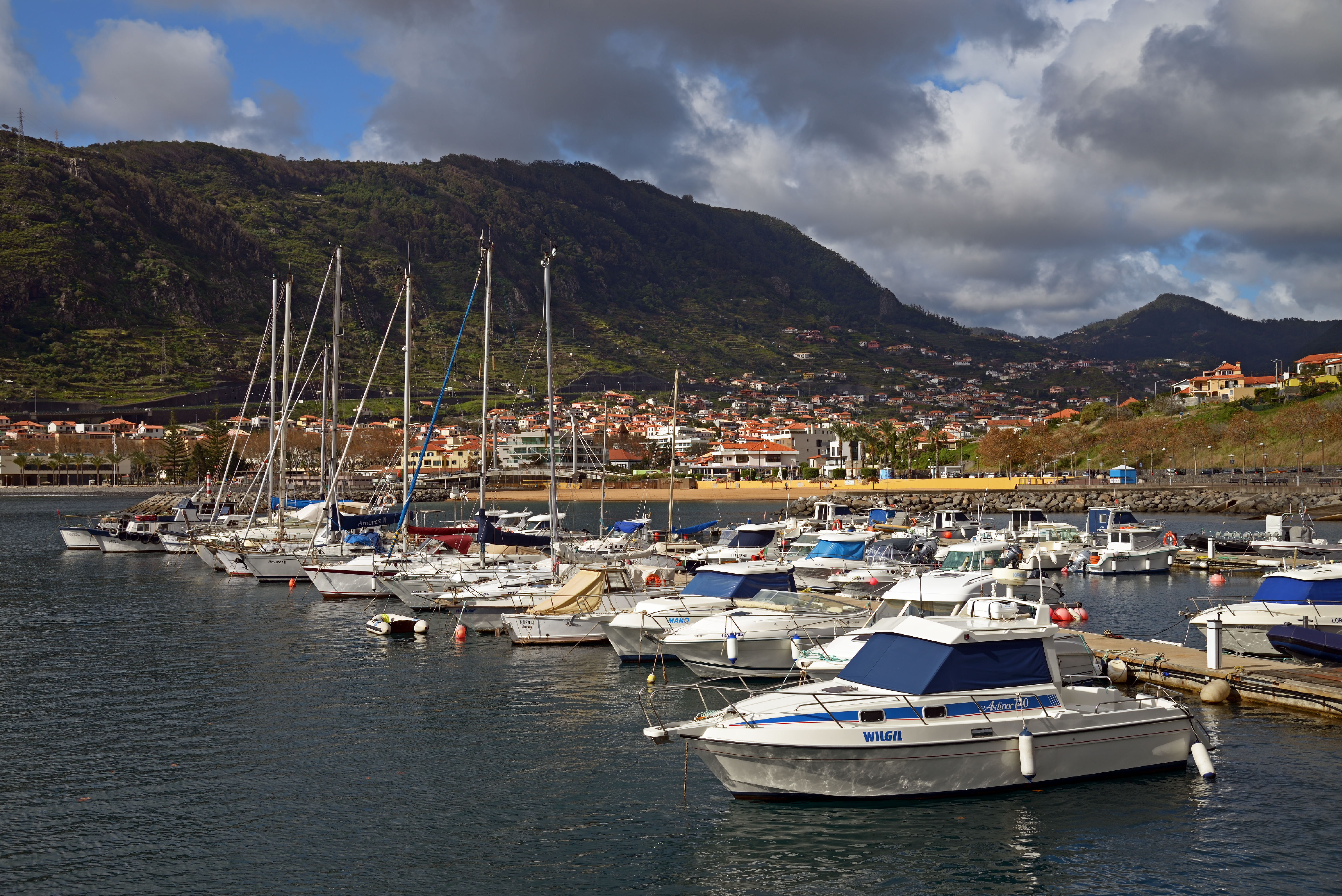
Марина Машику
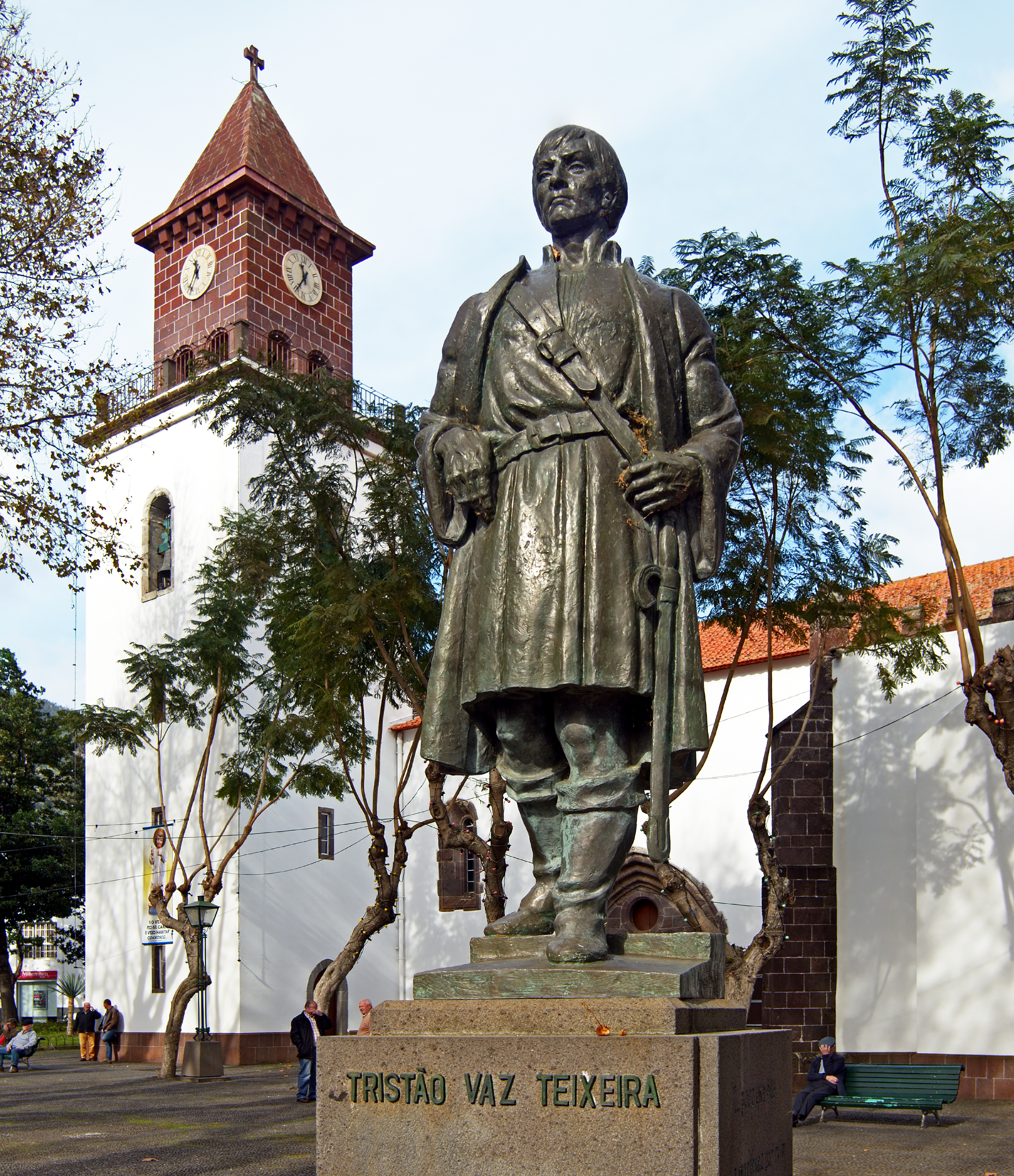
Пам'ятник засновнику Тріштану Ваш Тейшейрі в Машіку
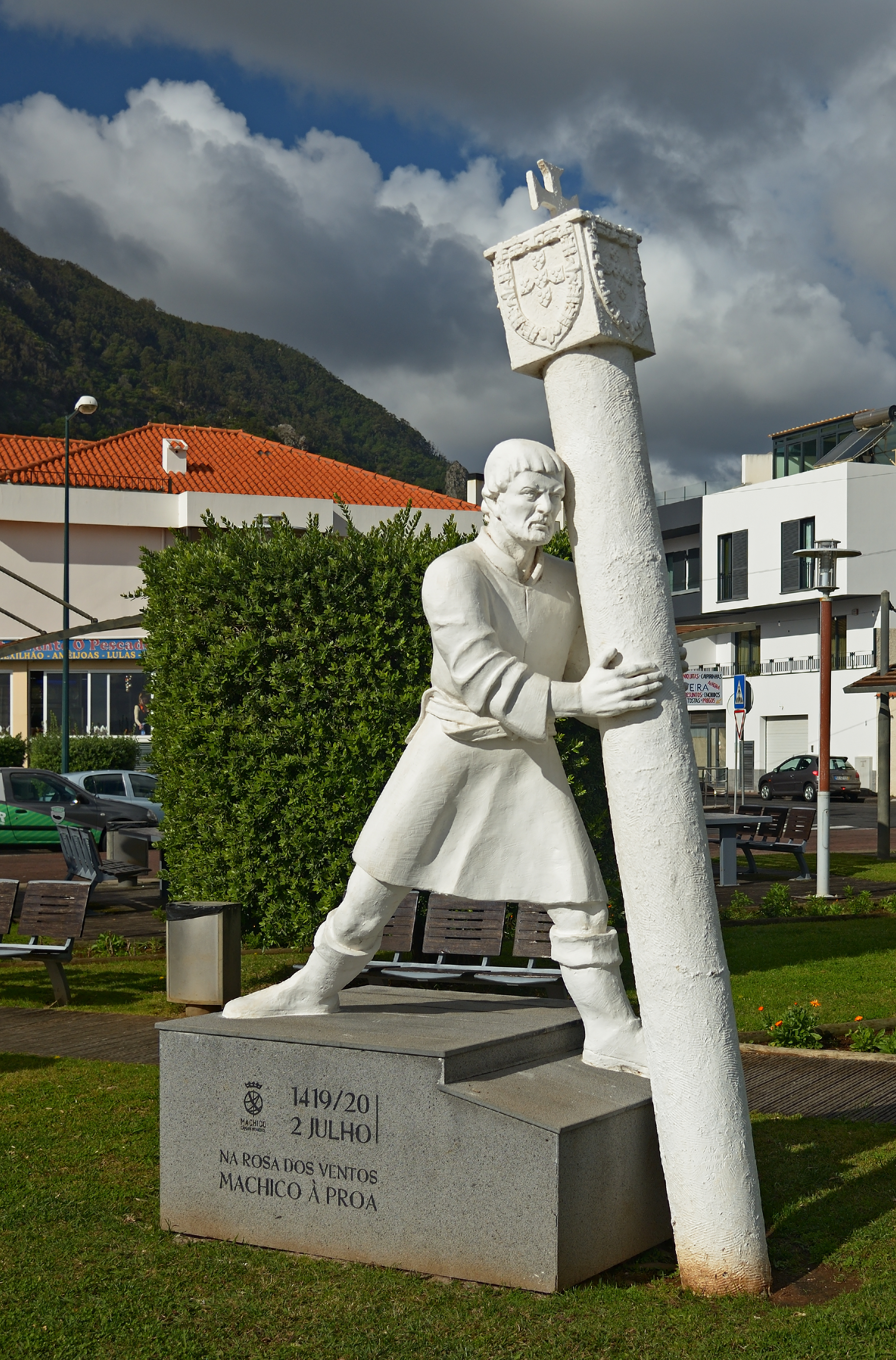
Пам'ятник засновникам Машику
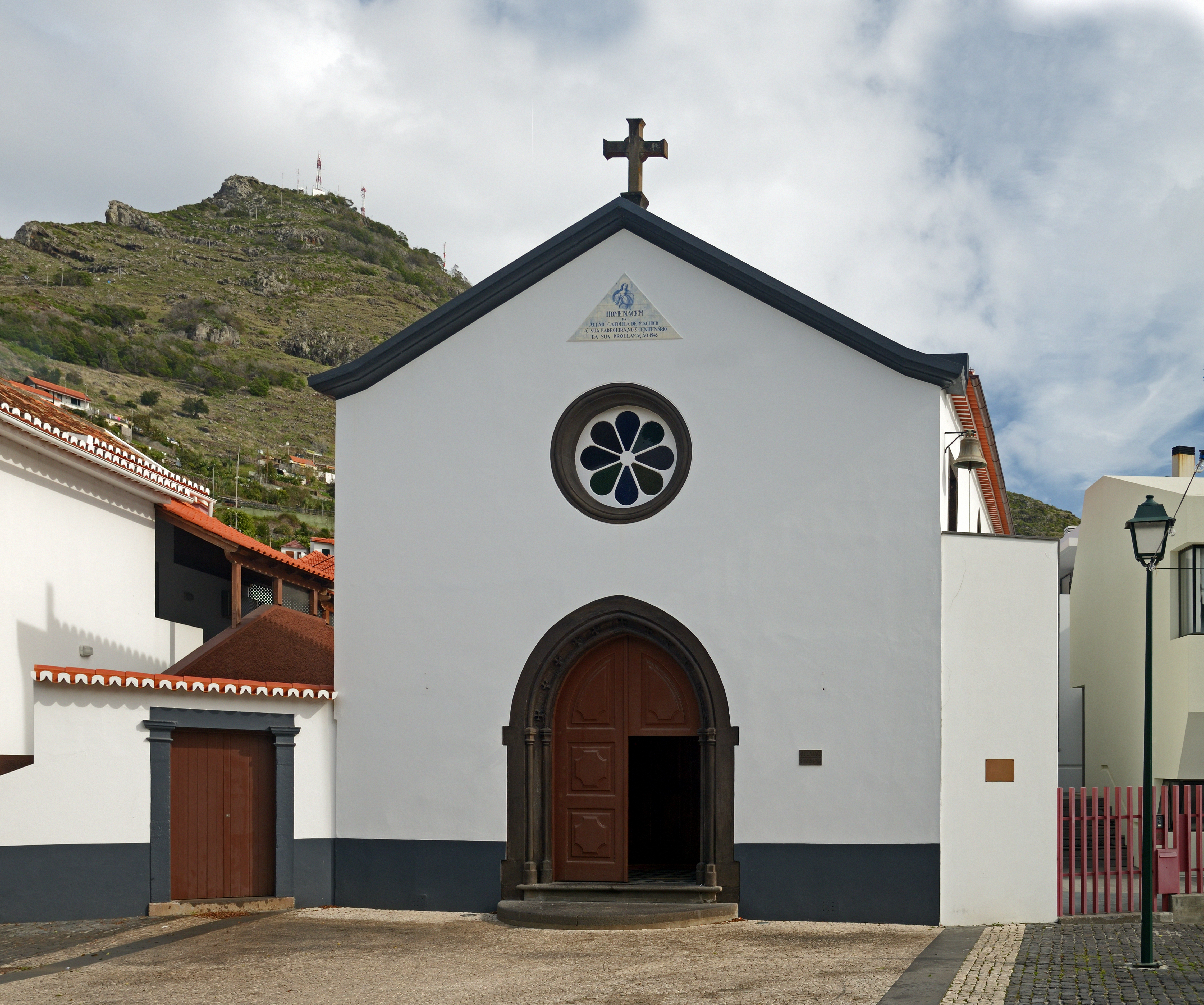
Каплиця Володаря чудес
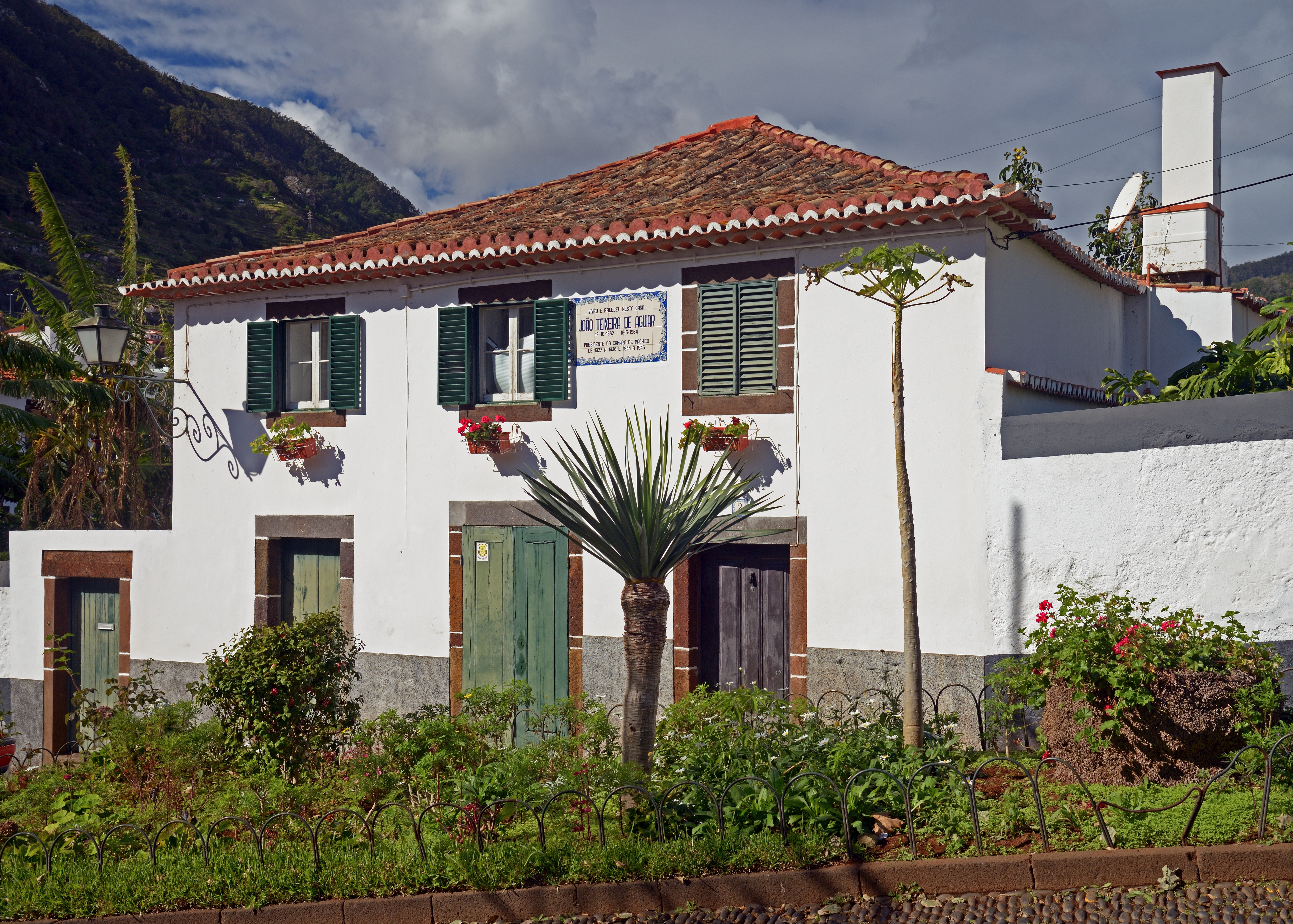
Будинок мера Хоао Теіксейра де Агуйар
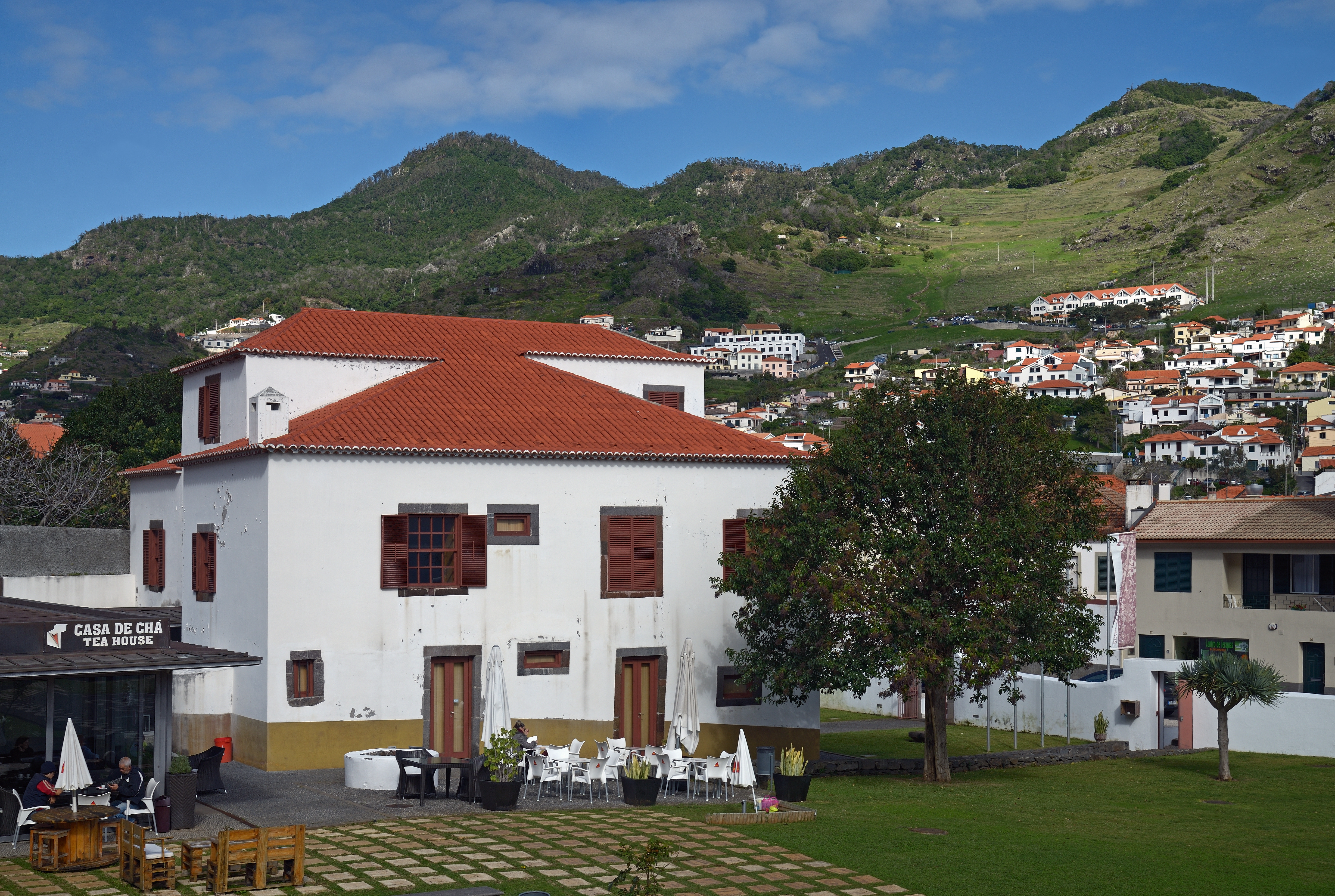
Чайний будиночок в Машіку
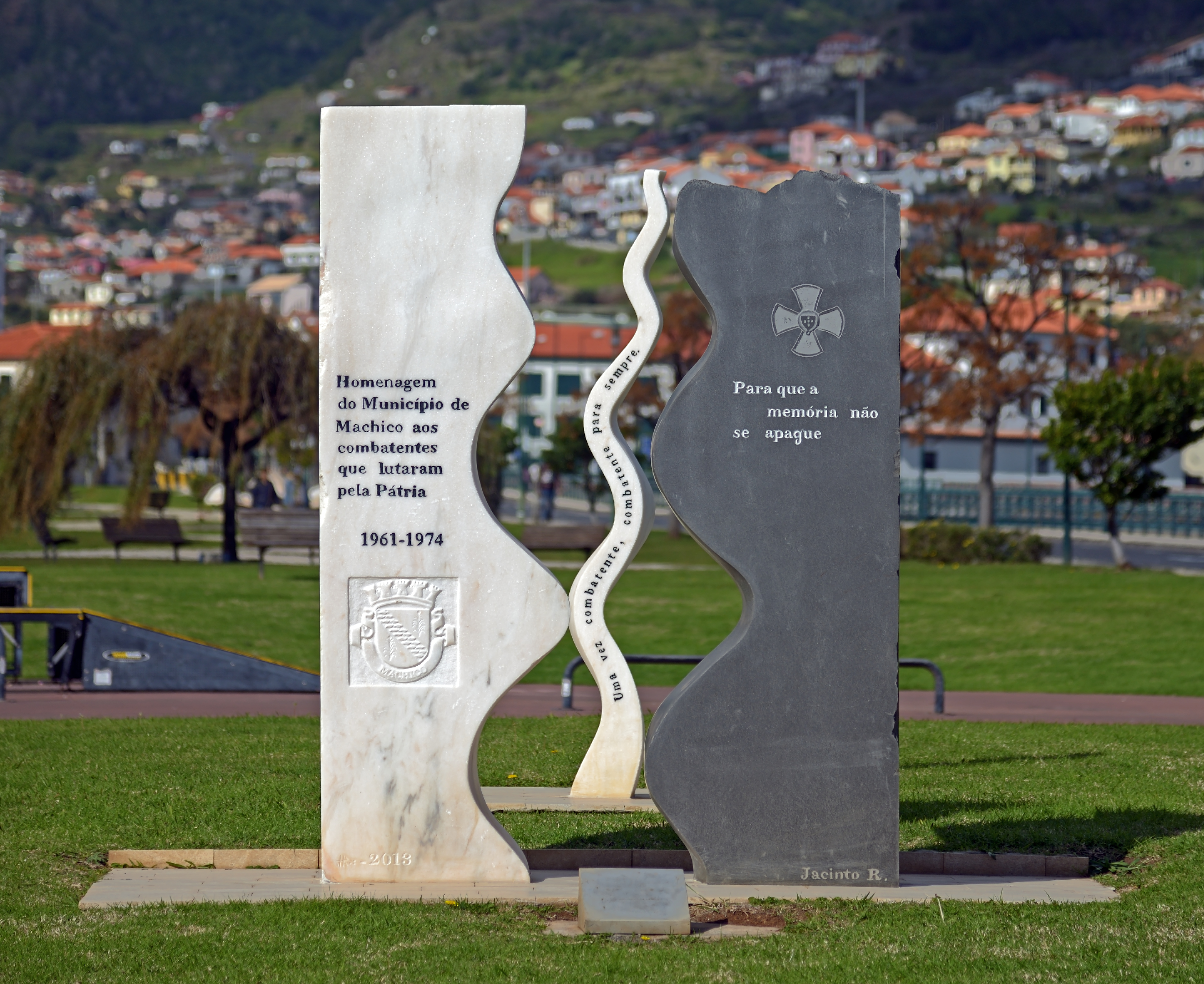
Пам'ятник полеглим за Батьківщину
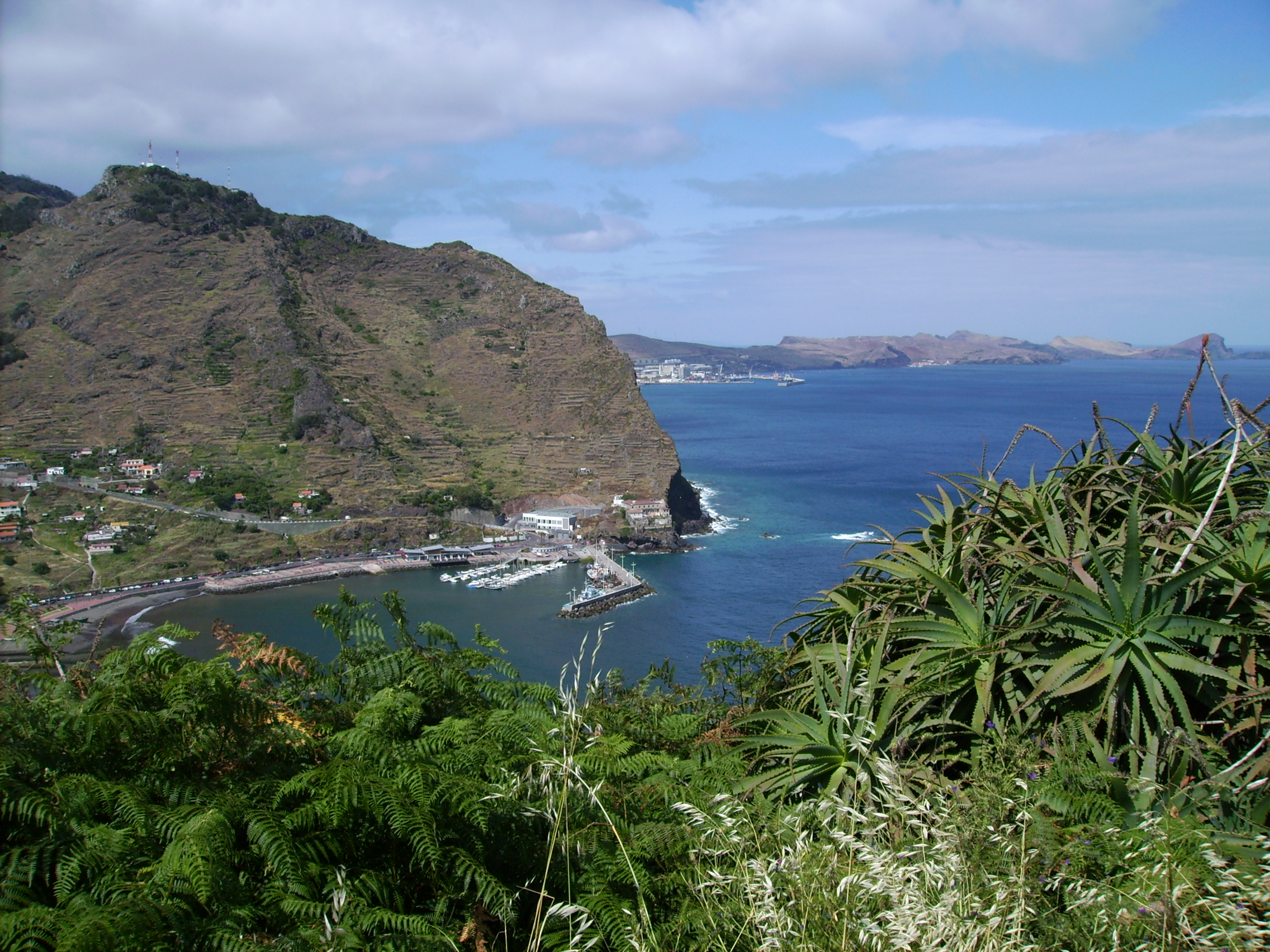
Вигляд на півострів Сан-Лоуренсу
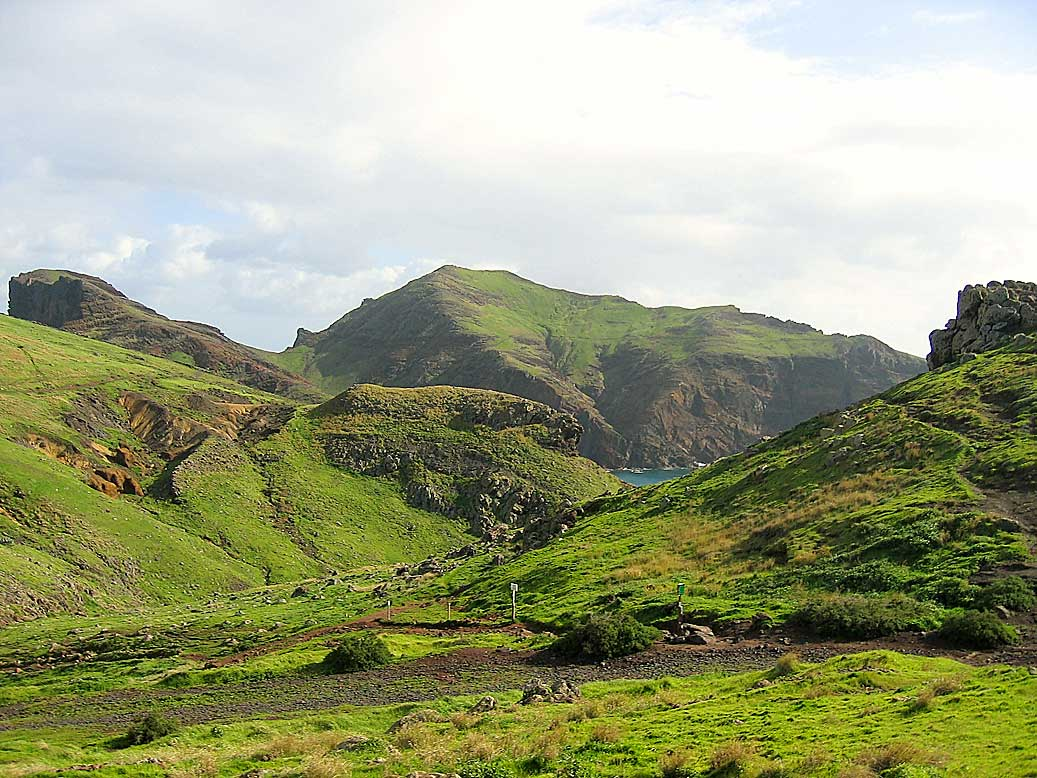
Панорама природного заповідника «Понта-де-Сан-Лоуренсу»
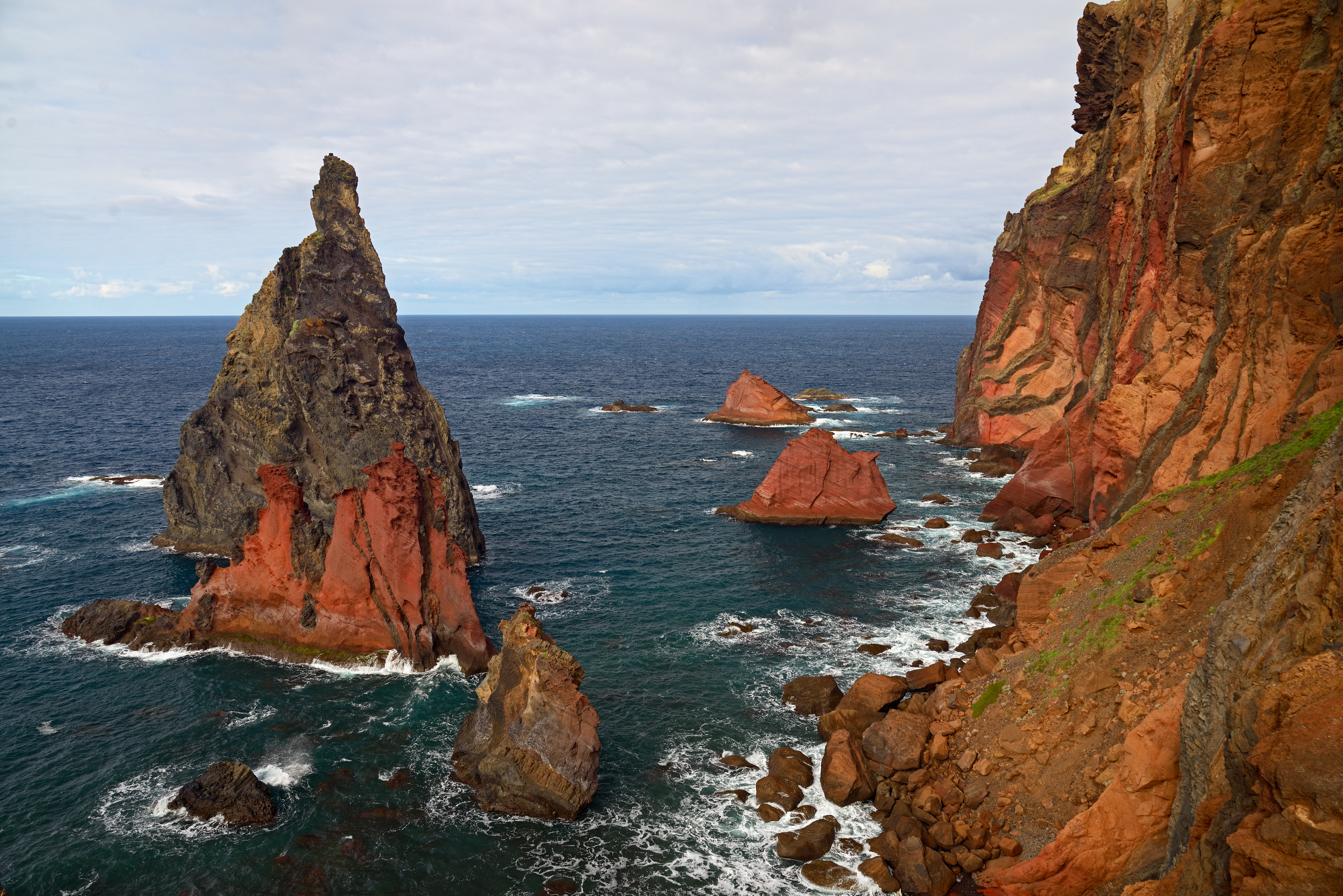
Скелі Сан-Лоренсо при заході сонця
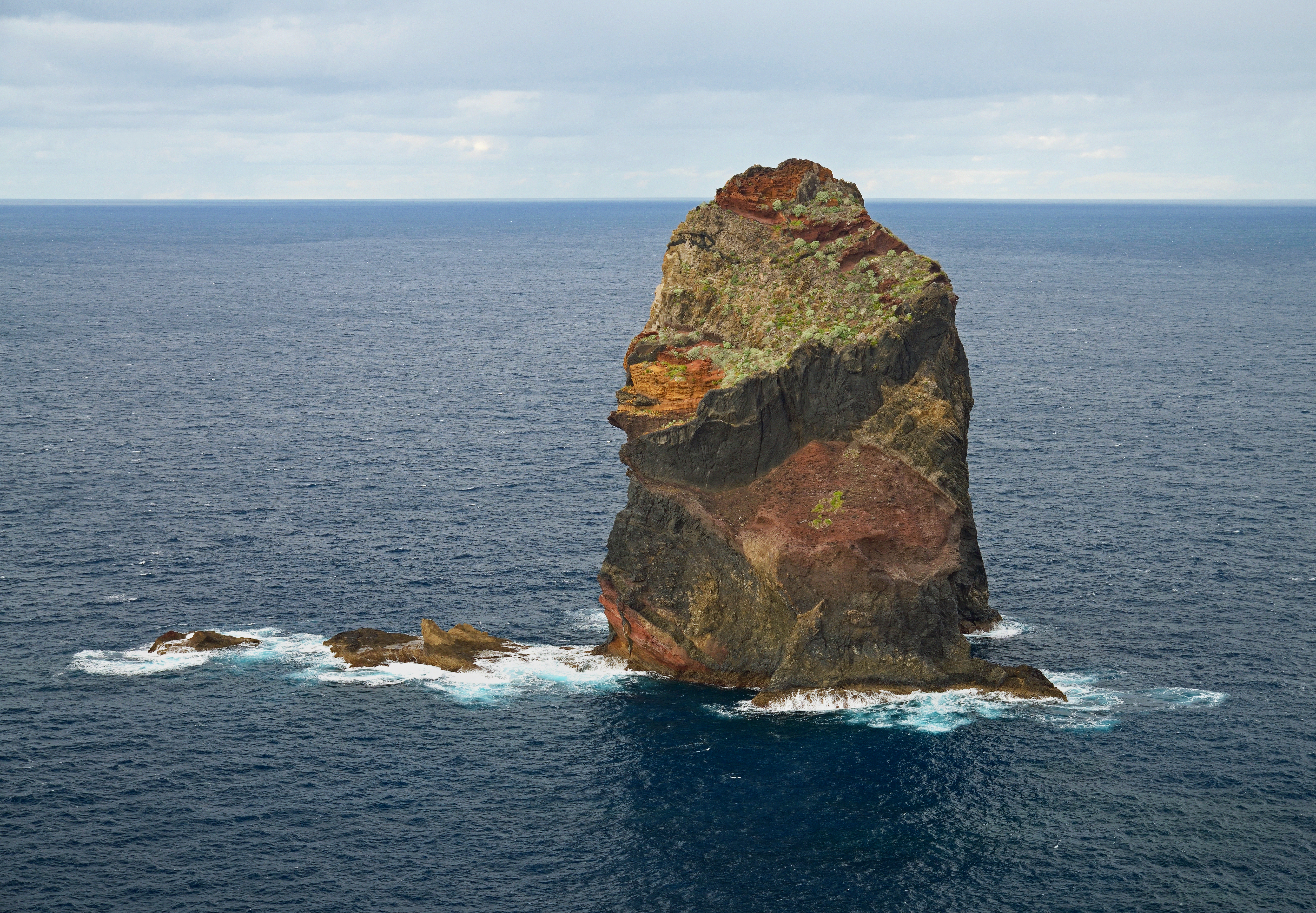
Скеля біля Понта Сан-Лоренсо
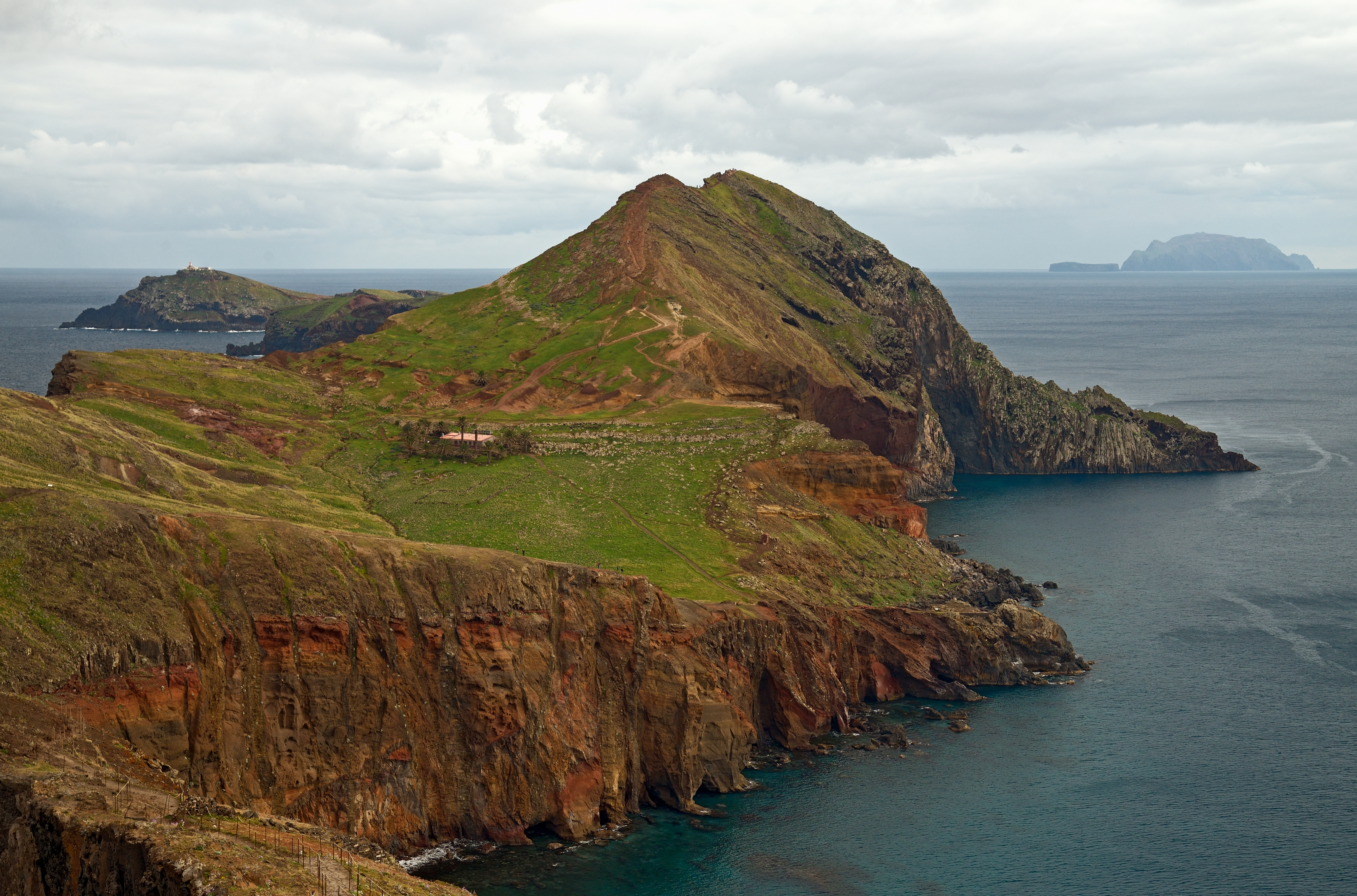
Понта Сан-Лоренсо і Голодні острови
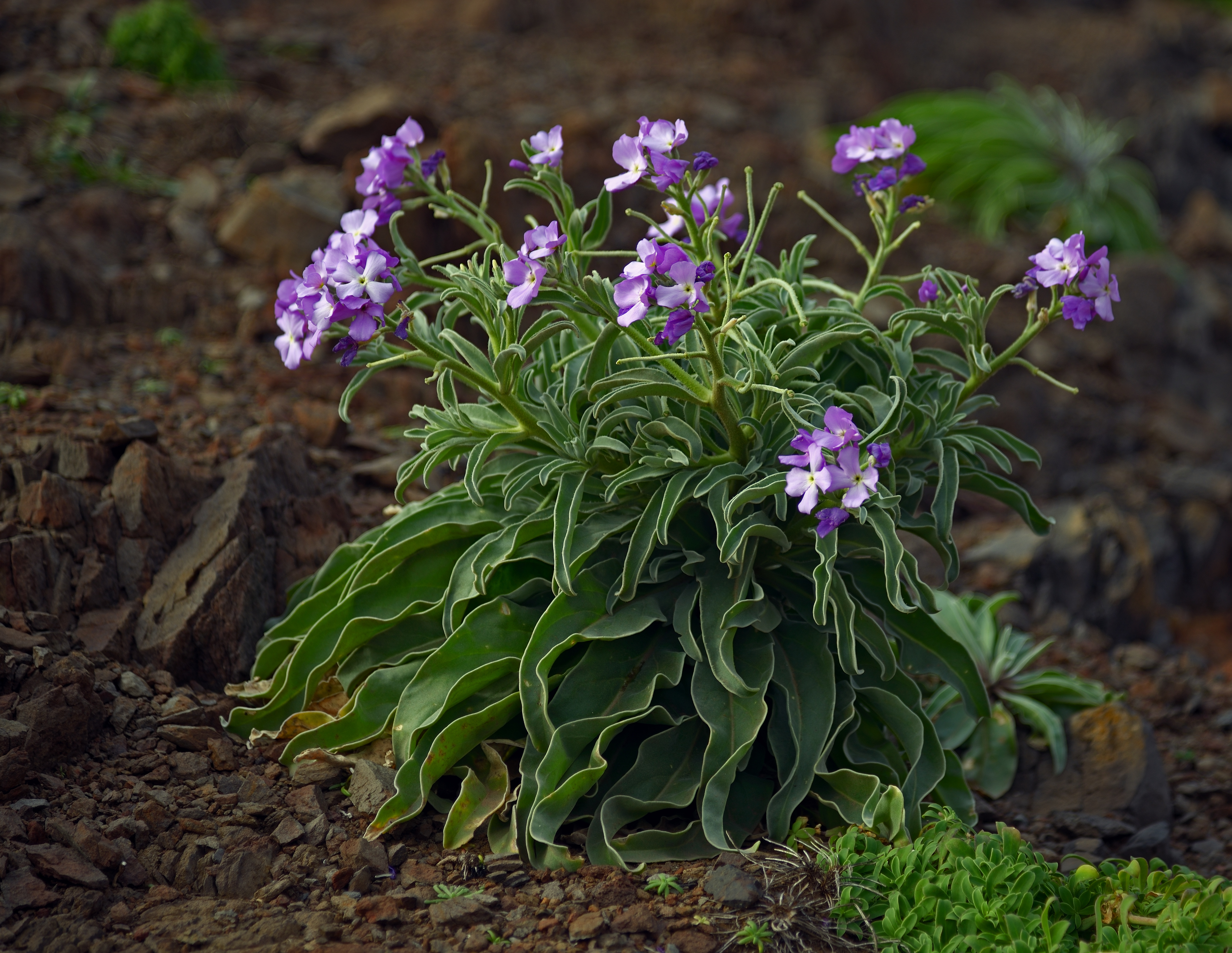
Матіола інсана на Сан-Лоренсо
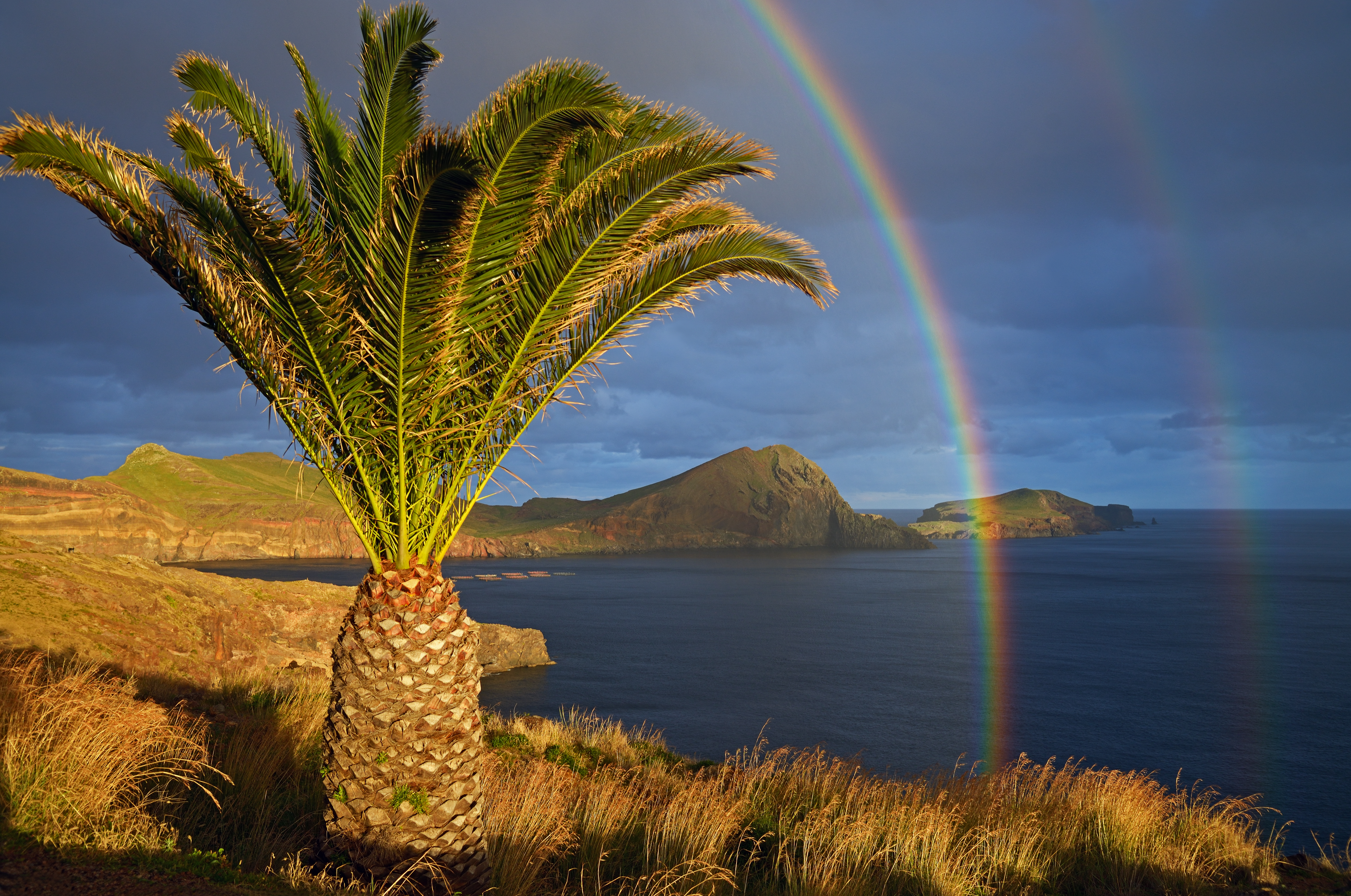
Подвійна веселка над Сан-Лоренсо
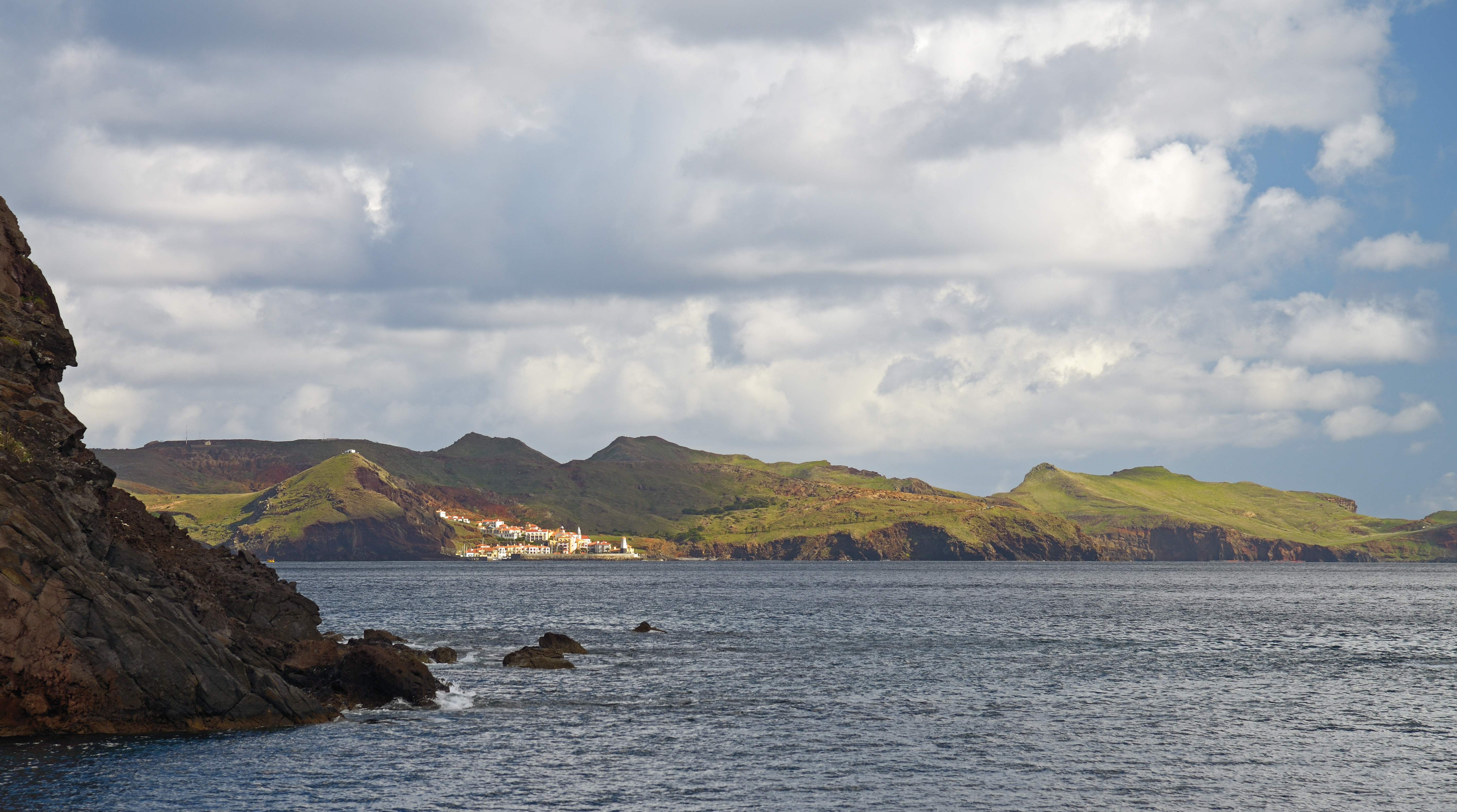
Вигляд Квінта до Лорде і Сан-Лоренсо з Машіку
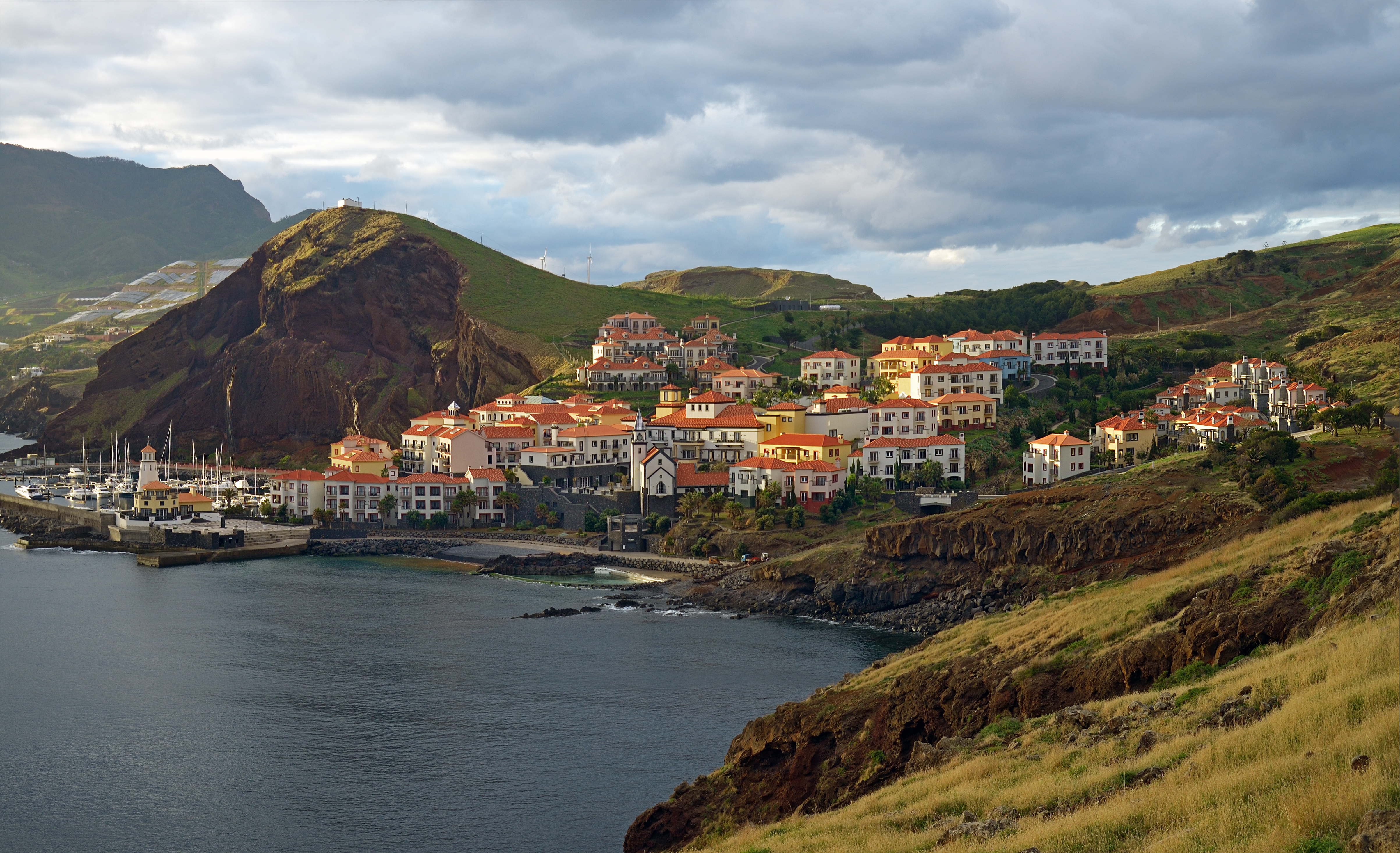
Квінта до Лорде
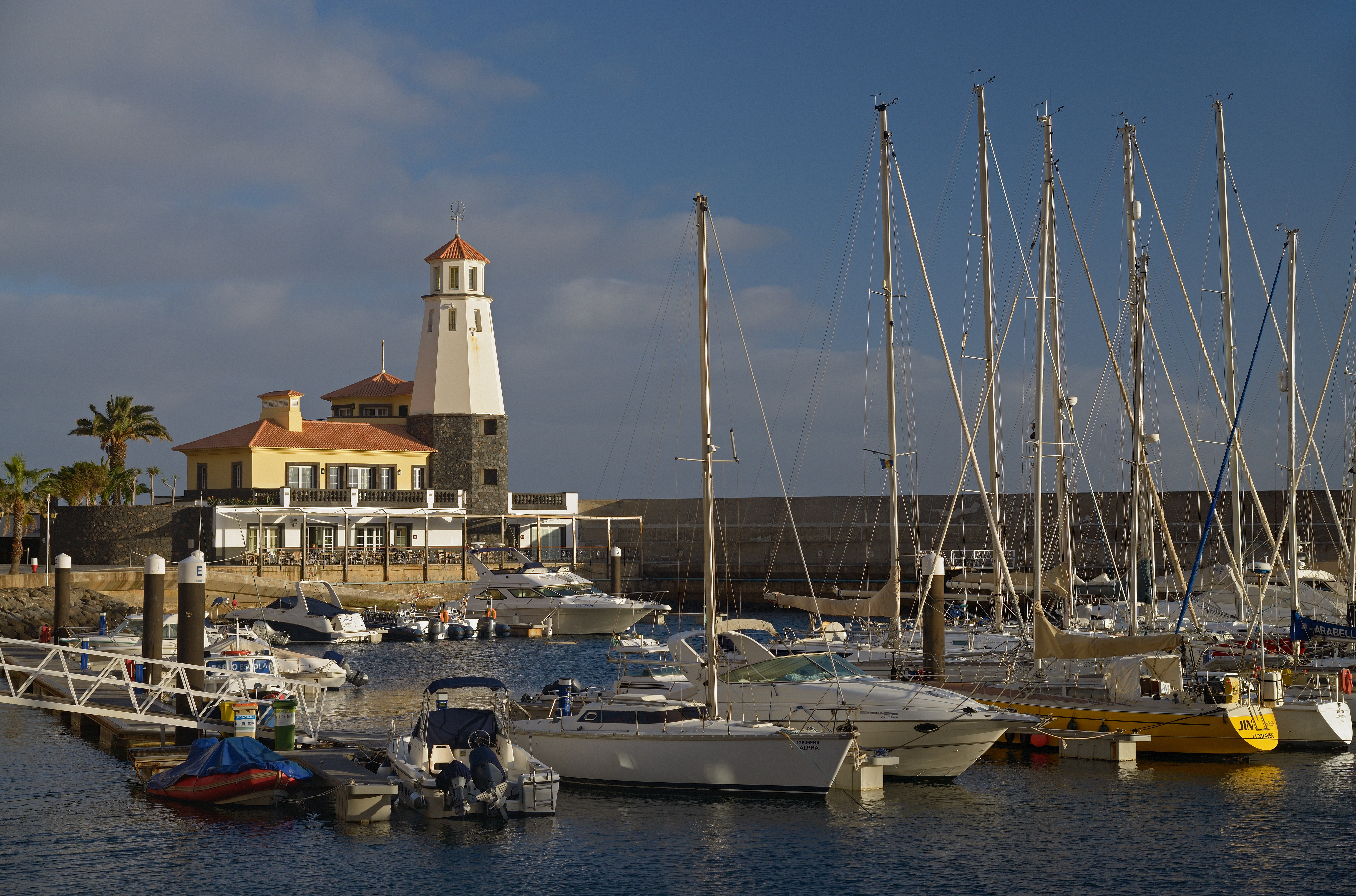
Маріна Квінто до Лорде